# Robert N. Clayton
Robert N. Clayton (Hamilton (Ontário), 20 de março de 1930 - Michigan City, Indiana, 30 de dezembro de 2017) foi um químico canadense-americano. Ele foi professor Emérito de Química na Universidade de Chicago. Clayton estudou cosmoquímica e teve um cargo conjunto no departamento de ciências geofísicas da universidade. Ele era membro da National Academy of Sciences e foi nomeado membro de várias sociedades acadêmicas, incluindo a Royal Society.

## Biografia
Nascido em Hamilton, Ontario, Clayton se formou na Queen's University com graduação e mestrado. Ele completou um Ph.D. em 1955 no Caltec, onde foi orientado pelo geoquímico Samuel Epstein. Seu primeiro compromisso acadêmico foi na Penn State University. Em 1958, ingressou no corpo docente de química da Universidade de Chicago, onde assumiu o laboratório do ganhador do Prêmio Nobel Harold Urey. De 1961 até sua aposentadoria em 2001, ele ocupou cargos conjuntos nos departamentos de química e ciências geofísicas. Ele dirigiu o Instituto Enrico Fermi na universidade de 1998 a 2001.

## Pesquisa
Clayton trabalhou no campo da cosmoquímica e é mais conhecido pelo uso de isótopos estáveis de oxigênio para classificar meteoritos. Ele foi auxiliado em sua pesquisa por Toshiko Mayeda, que era um técnico especialista familiarizado com o equipamento de espectrometria de massa necessário. Seu primeiro trabalho conjunto de pesquisa descreveu o uso de pentafluoreto de bromo para extrair oxigênio de rochas e minerais. Eles desenvolveram vários testes que foram usados em análises de meteoritos e amostras lunares. Eles estudaram as variações na proporção de oxigênio-17 e oxigênio-18 para o isótopo mais abundante oxigênio-16, com base em sua descoberta surpreendente de que essa proporção para o oxigênio-17 em particular era diferente daquela encontrada em amostras de rochas terrestres. Eles deduziram que essa diferença foi causada pela temperatura de formação do meteorito e, portanto, poderia ser usado como um "termômetro de oxigênio". Eles também trabalharam na espectroscopia de massa e química do meteorito Allende e estudaram o meteorito Bocaiuva, descobrindo que o meteorito Eagle Station foi formado devido ao aquecimento do impacto. Eles também analisaram aproximadamente 300 amostras lunares que foram coletadas durante o Programa Apollo da NASA. Em 1992, um novo tipo de meteorito, o Brachinite, foi identificado. Clayton e Mayeda estudaram os meteoritos Achondrite e mostraram que as variações nas taxas de isótopos de oxigênio dentro de um planeta são devidas à falta de homogeneidade na nebulosa solar. Eles analisaram meteoritos Shergotty, propondo que poderia ter havido uma atmosfera rica em água no passado em Marte.